# Jean-Jacques Michau
Jean-Jacques Michau, né le 23 juillet 1956, est un homme politique français, élu sénateur de l'Ariège le 27 septembre 2020.

## Biographie
Les parents de Jean-Jacques Michau sont originaires de la commune ariégeoise de Fougax-et-Barrineuf, au pied du massif de Tabe. Il adhère au PS en 1986, après la défaite de la majorité aux élections législatives, et entre au conseil municipal de Moulin-Neuf en 1989, dans l'équipe du maire Auguste Pech.
Il est élu maire de la commune de Moulin-Neuf en 2001, et devient la même année président de la communauté de communes du pays de Mirepoix. Il est réélu maire en 2008, 2014 et 2020, et également reconduit à la présidence de l'intercommunalité en 2008 et 2014, avant de céder son poste à Alain Toméo en 2020. Dans les années 2010, il s'implique dans le Pays d'art et d'histoire des Pyrénées Cathares aux côtés de l'élu Marc Carballido. En 2015, il est élu président du Pôle d'équilibre territorial et rural de l'Ariège.
Jean-Jacques Michau est candidat aux élections sénatoriales de 2020, briguant la succession du sénateur Alain Duran, qui ne se représente pas. Il est élu dès le premier tour de scrutin, le 27 septembre 2020, et laisse donc son siège de maire à Céline Baquer.